# Hope (album de Swallow the Sun)
Pour les articles homonymes, voir Hope.
 (janvier 2024).
Si vous disposez d'ouvrages ou d'articles de référence ou si vous connaissez des sites web de qualité traitant du thème abordé ici, merci de compléter l'article en donnant les références utiles à sa vérifiabilité et en les liant à la section « Notes et références ».
Albums de Swallow the Sun
Ghosts of Loss
(2005) Plague of Butterflies
(2008)
Hope est le troisième album du groupe de doom metal finlandais Swallow the Sun. Il est paru en 2007 et a atteint la troisième position du Top 40 des albums finlandais les plus vendus cette même année.

## Liste des morceaux
Les huit pistes de cet album sont :
1. Hope - 7:53
2. These Hours of Despair - 5:58
3. The Justice of Suffering - 6:26
4. Don't Fall Asleep (Horror Pt.2) - 7:41
5. Too Cold for Tears - 9:16
6. The Empty Skies - 7:17
7. No Light, no Hope - 4:42
8. Doomed to Walk the Earth - 8:30
9. These Lowlands - 5:54 (Cette chanson n'est disponible que dans la version limitée. Il s'agit d'une traduction en anglais de Alavilla mailla de Timo Rautiainen ja Trio Niskalaukaus)